# Маврикий Савойски
Маврикий Савойски (на италиански: Maurizio di Savoia; * 10 януари 1593, Кралски дворец, Торино, Савойско херцогство; † 4 октомври 1627, Вила на кралицата, пак там) е италиански кардинал, благородник от Савойската династия, княз на Савоя, княз на Онеля, губернатор на Ница, маркиз на Арджентера и Берзецио.

## Произход
Той е четвъртият син на херцога на Савоя Карл Емануил I Савойски (* 1562, † 1630) и на съпругата му инфанта Каталина-Микаела Испанска (* 1567, † 1597). Негови дядо и баба по бащина линия са Емануил Филиберт „Желязната глава“, херцог на Савоя, и Маргарита дьо Валоа, херцогиня дьо Бери, сестра на френския крал Анри II, а по майчина – испанският крал Филип II Испански и френската принцеса Елизабет дьо Валоа. Има четири братя и пет сестри:
- Филип Емануил (* 1586, † 1605)
- Виктор Амадей I (* 1587, † 1637), 12-и херцог на Савоя, съпруг на принцеса Кристина Френска
- Емануил Филиберт (* 1588, † 1624), абат на Сакра ди Сан Микеле, велик приор на Кастилия и Леон, испански адмирал, вицекрал на Сицилия (1622 – 1624), неженен и бездетен
- Маргарита (* 1589, † 1655), съпруга на Франческо IV Гонзага, бъдещ херцог на Мантуа и на Монферат
- Изабела (* 1591, † 1626), съпруга на Алфонсо III д’Есте, бъдещ херцог на Модена и Реджо
- Мария Аполония (* 1594, † 1656), монахиня
- Франциска Катерина (* 1595, † 1640), монахиня
- Томас Франциск (* 1596, † 1656), главнокомандващ, принц на Кариняно, маркиз на Салусола, маркиз на Боск и Шатлар, маркиз на Ракониджи и на Вилафранка, граф на Соасон (1641 – 1656), велик магистър на Франция, съпруг на Мария Бурбон-Соасон
- Жана (*/† 1597)

Има и девет природени братя и две природени сестри от извънбрачни връзки на баща си.

## Биография

### Начални години
Подобно на дядо си Емануил Филиберт Савойски Маврикий е посветен в църковна кариера много млад. Това става по чисто политически причини, така че той никога не полага обет, въпреки че е номиниран за кардинал на 13-годишна възраст. Той е най-младият сред италианските кардинали до 1615 г., когато 20-годишният Карло ди Фердинандо де Медичи е номиниран за кардинал.
Маврикий се образова в испанския двор на вуйчо си крал Фелипе III и започва военен живот с братята си по време на някои експедиции във Фландрия и в Генуа.

### Кариера
През пролетта на 1620 г. е назначен за кардинал протектор на Франция от крал Луи XIII. През 1611 г. става абат комендатор на Сакра ди Сан Микеле близо до Торино.
През 1615 г., в отсъствието на баща си Карл Емануил I, той е генерален наместник на Пиемонт за кратък период и губернатор на Асти. В началото на царуването на по-големия си брат е капитан на пиемонтските стрелци и гвардия и фелдмаршал на кавалерийски полк.
През 1618 г. е изпратен в Париж, за да сключи брака на брат си Виктор Амадей I Савойски с Кристина Френска, дъщеря на краля на Франция Анри IV. Неговият брат – 1-вият херцог на Савоя, му дава Княжество Онеля и Графство Ница през 1642 г. Кралят на Франция го назначава за кралски генерал.
Маврикий получава червената барета на 18 февруари 1621 г. и дяконството на Санта Мария Нуова на 17 март. На 19 април 1621 г. избира дяконството на Свети Евстахий и става протектор на Франция при Светия престол. Участва в конклава от 1623 г., който избира папа Урбан VIII, работейки усилено, за да получи неговата номинация и по този начин да облагодетелства Франция. На 16 март 1626 г. избира дяконството на Санта Мария ин Виа Лата и от тази година до оставката си е кардинал протодякон.
През 1626 г. основава Академия дей Дезиози в Рим, която се събира в неговия Капитолийски дворец. Освен римски писатели като Антонио Бруни, Агостино Маскарди, Вирджилио Малвеци и Пиетро Сфорца Палавичино, в нея членуват и торински интелектуалци като Лодовико д'Алие и Емануеле Тезауро.

### Начело на Принципистите и брак
След Договора от Риволи през 1634 г. Маврикий застава на страната на съюза между Кралство Франция и Савойското херцогство, поемайки протекцията на Испанската империя при Папската държава вместо тази на Кралство Франция, като по този начин предизвиква разгорещени противоречия със савойските регенти. На 7 октомври 1637 г. умира херцог Виктор Амадей I и е наследен от внука си, малкия Франц Хиацинт, под регентството на майка му Кристина Френска. Тогава Маврикий започва да заговорничи с брат си Томас, за да се възкачи на трона, търсейки подкрепа в различни държави. Аристокрацията, духовенството и висшата буржоазия се разделят на две партии: Принциписти – происпански настроени и следователно поддръжници на Маврикий и Томас, и Мадамисти – профренски настроени и поддръжници на Кралската мадам (Кристина Френска). Тези конфликти водят до избухването на гражданската война в Пиемонт. През август 1639 г. Кралската мадам е принудена да избяга от Торино (паднал в ръцете на войските на Принципистите) със сина си – престолонаследника Карл Емануил. Но още през ноември те успяват да се върнат в града благодарение на майсторството и високите способности на неговия генерал-лейтенант – маркизът на Пианеца Карло Емануеле Филиберто Джачинто ди Симиана. Мирът е постигнат и благодарение на брачното споразумение между кардинал Маврикий и неговата 13-годишна племенница Лудовика Кристина, сключено в Ница на 21 септември 1641 г. в двореца му, където е издигнат временен олтар. Кумовете са маркизът на Алие и маркизът на Пианеца, вече оглавяващи Регентския съвет на Кристина Френска.
В консисторията от 1 декември 1642 г. папа Урбан VIII обявява оставката на кардинал Маврикий, представена на нунция в Мадрид, и обявява брака му за валиден. През 1648 г. Маврикий получава титлата на маркиз на Арджентера и Берзецио от своя племенник – херцог Карл Емануил II Савойски. След сватбата двойката отива да живее в Ница, където Маврикий получава поста на губернатор. Те нямат деца и той посвещава остатъка от дните си на изучаване на философията и литературата.

### Смърт
64-годишният Маврикий умира от инсулт на 4 октомври 1657 г. във Вилата на кралицата в Торино. Той оставя съпругата си вдовица на 27 години и ѝ завещава голямата си колекция от произведения на изкуството, както и огромните си дългове. На 24 октомври е отслужено тържественото му погребение с речта Il Cilindro, написана от известния писател Емануеле Тезауро. Първоначално тялото му е погребано в Торинската катедрала. През 1836 г. е преместено в Сакра ди Сан Микеле заедно с това на други знаменити членове на Савойския дом (включително това на малкия херцог Франц Хиацинт Савойски) по волята на крал Карл Алберт Савойски-Каринян.